# Douglas Alan Schuck Friedrich
Douglas Alan Schuck Friedrich (Candelária, Brasil; 12 de diciembre de 1994) es un futbolista brasileño que juega como portero en el E. C. Bahia del Brasileirão.

## Trayectoria
Inició su carrera en Galo Maringá-PR y destacó por Bragantino, en 2015. Terminó contratado por el Corinthians, en 2016, donde participó en la escuadra ganadora de la Copa do Brasil ese año.
Para el Brasileirão 2017 defendió a Avaí y jugó 28 partidos, todos como titular. Con la camiseta del Bahia, lleva cuatro temporadas y más de 150 partidos.